# JBLスーパーリーグ 2004-05
JBLスーパーリーグ 2004-05は、2004年から2005年にかけて開催されたJBLスーパーリーグである。

## 参加チーム
- 日立サンロッカーズ
- 東芝ブレイブサンダース
- トヨタ自動車アルバルク
- 新潟アルビレックス
- オーエスジーフェニックス
- アイシンシーホース
- 三菱電機メルコドルフィンズ
- 松下電器パナソニックスーパーカンガルーズ

## 結果

### レギュラーシーズン順位
| 順位 | チーム名                                 | 成績     | 勝率 |
| ---- | ---------------------------------------- | -------- | ---- |
| 1    | アイシンシーホース                       | 22勝6敗  | .786 |
| 2    | 東芝ブレイブサンダース                   | 20勝8敗  | .714 |
| 3    | 三菱電機メルコドルフィンズ               | 16勝12敗 | .571 |
| 4    | トヨタ自動車アルバルク                   | 14勝14敗 | .500 |
| 5    | 松下電器パナソニックスーパーカンガルーズ | 14勝14敗 | .500 |
| 6    | オーエスジーフェニックス                 | 10勝18敗 | .357 |
| 7    | 新潟アルビレックス                       | 8勝20敗  | .286 |
| 8    | 日立サンロッカーズ                       | 8勝20敗  | .286 |

### プレーオフ
セミファイナル
| 戦 | 勝者                                   | スコア | 敗者                               |
| -- | -------------------------------------- | ------ | ---------------------------------- |
| 1  | 東芝ブレイブサンダース レギュラー・2位 | 86-55  | 三菱電機メルコドルフィンズ 同・3位 |
| 2  | 東芝ブレイブサンダース レギュラー・2位 | 92-103 | 三菱電機メルコドルフィンズ 同・3位 |
| 3  | 東芝ブレイブサンダース レギュラー・2位 | 90-78  | 三菱電機メルコドルフィンズ 同・3位 |
| 1  | アイシンシーホース 同・1位             | 81-83  | トヨタ自動車アルバルク 同・4位     |
| 2  | アイシンシーホース 同・1位             | 94-79  | トヨタ自動車アルバルク 同・4位     |
| 3  | アイシンシーホース 同・1位             | 91-78  | トヨタ自動車アルバルク 同・4位     |

ファイナル
| 戦 | 勝者                   | スコア | 敗者               |
| -- | ---------------------- | ------ | ------------------ |
| 1  | 東芝ブレイブサンダース | 92-80  | アイシンシーホース |
| 2  | 東芝ブレイブサンダース | 60-52  | アイシンシーホース |
| 3  | 東芝ブレイブサンダース | 59-66  | アイシンシーホース |
| 4  | 東芝ブレイブサンダース | 48-73  | アイシンシーホース |
| 5  | 東芝ブレイブサンダース | 75-73  | アイシンシーホース |

今大会よりファイナルは5戦3先勝方式となった。

### 最終順位
| 順位 | チーム名                                 |
| ---- | ---------------------------------------- |
| 1    | 東芝ブレイブサンダース                   |
| 2    | アイシンシーホース                       |
| 3    | 三菱電機メルコドルフィンズ               |
| 4    | トヨタ自動車アルバルク                   |
| 5    | 松下電器パナソニックスーパーカンガルーズ |
| 6    | オーエスジーフェニックス                 |
| 7    | 新潟アルビレックス                       |
| 8    | 日立サンロッカーズ                       |

## JBLアウォード
MVP
- トム・クラインシュミット（東芝）

ルーキーオブザイヤー
- 柏木真介（日立）

コーチオブザイヤー
- 鎌田光顕（東芝）

ベスト5
- PG 節政貴弘（東芝）
- SG 北卓也（東芝）
- SF 後藤正規（アイシン）
- PF トム・クラインシュミット（東芝）
- C ジェイアール・ヘンダーソン（アイシン）

レフリーオブザイヤー
- 該当者なし

## 備考
- bjリーグ設立による脱退のため、新潟アルビレックスにとって最後のJBLシーズンとなった。